# مشت خرگوش

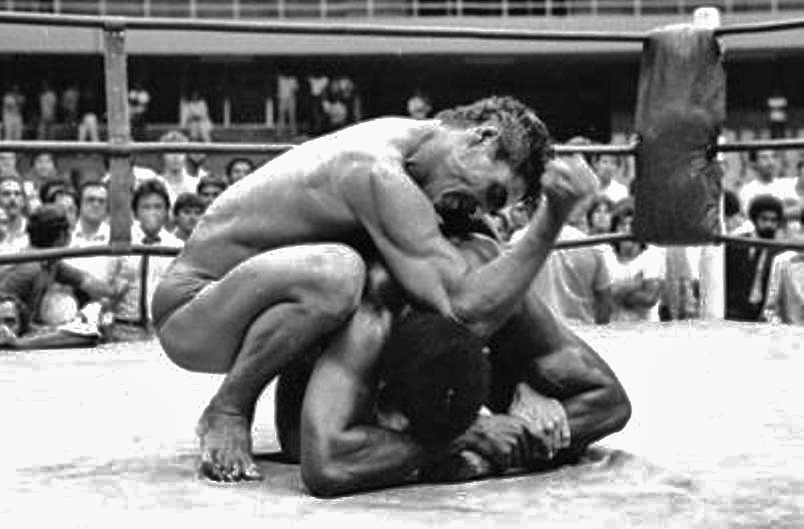
تصویر ضربه مشت خرگوش «مشت الاغ»

مشت خرگوش، ضربه ای است که به پشت سر یا قاعده جمجمه وارد می‌شود. به این ضربه خطرناک تلقی می‌شود زیرا می‌تواند به مهره‌های گردنی و متعاقباً به نخاع آسیب برساند که ممکن است منجر به آسیب جدی و غیرقابل جبران نخاع شود. مشت خرگوش همچنین می‌تواند مغز قربانی را از ساقه مغز جدا کند، که می‌تواند فوراً منجر به مرگ گردد. نام این ضربه از روش استفاده شکارچیان برای کشتن خرگوش‌ها با ضربه ای سریع و تیز به پشت سر گرفته شده‌است.

## ورزش‌های رزمی
مشت خرگوش در بوکس، MMA , و سایر ورزش‌های رزمی که شامل ضربه زدن است غیرقانونی است. تنها استثناء رویدادهای ممنوعه مانند مسابقات بین‌المللی Vale Tudo قهرمانی (قبل از تغییرات قوانین در اواسط ۲۰۱۲) است. در ۱۷ اکتبر ۲۰۱۵، پریچارد کولون، بوکسور سرشناس، توسط حریف خود، ترل ویلیامز، چندین بار با مشت خرگوش به پشت سر ضربه خورد. در طول مسابقه، کولون در اثر مشت‌های غیرقانونی دچار سرگیجه شد. پس از پایان مسابقه، پاهای کولون شروع به لرزیدن کرد و شروع به استفراغ کرد. او به سرعت به بیمارستان منتقل شد و در آنجا تشخیص داده شد که خونریزی مغزی دارد و تحت عمل جراحی قرار گرفت. او ۲۲۱ روز (۷ ماه و ۱ هفته) در کما بود تا اینکه به خانه مادرش منتقل شد. در نتیجه صدماتی که متحمل شد، کولون به حالت نباتی پایدار افتاد که دیگر نمی‌توانست حرکت کند یا صحبت کند. از جولای ۲۰۲۱، ۶ سال پس از مبارزه، کولون بهبود یافته، درمان پیشرفت بیشتری داشته‌است

## ورزش آماتور
در ۲۹ ژوئن ۲۰۱۴، جان بینویچ، داور فوتبال، توسط بازیل عبدالامیر سعد، در یک مسابقه که در لیوونیا، میشیگان، حومه دیترویت قضاوت می‌کرد، به گردنش مشت خورد. بینویچ دو روز بعد به دلیل جراحات وارده درگذشت و سعد به قتل درجه دو متهم شد. کالبد شکافی جان بینویچ نشان داد که نیروی ضربه در سمت چپ گردن او درست زیر قاعده جمجمه او منجر به آسیب نادری با شریان‌های پیچ خورده و پاره شده در اطراف پایه جمجمه او شده‌است و قبل از برخورد با زمین او را از پا درآورده است. سعد در سال ۲۰۱۵ به قتل عمد اعتراف کرد و به ۸ تا ۱۵ سال زندان محکوم شد.